# Roberto Benigni
 (décembre 2016).
Si vous disposez d'ouvrages ou d'articles de référence ou si vous connaissez des sites web de qualité traitant du thème abordé ici, merci de compléter l'article en donnant les références utiles à sa vérifiabilité et en les liant à la section « Notes et références ».
Pour les articles homonymes, voir Benigni.
Roberto Benigni [roˈbɛrto beˈniɲi], né le 27 octobre 1952, à Castiglion Fiorentino en Toscane, est un acteur, réalisateur et scénariste italien.
Il remporte l'Oscar du meilleur acteur et du meilleur film en langue étrangère en 1999 pour son film La vie est belle. Il obtient le Lion d'or pour l'ensemble de sa carrière lors de la Mostra de Venise 2021.

## Biographie

### Jeunesse
Quatrième enfant de Luigi Benigni (1918-2004) et Isolina Papini (1918-2004), Roberto Benigni est né en Toscane, près d'Arezzo, dans une famille modeste. Il déménage avec toute sa famille près de Prato, dans le village de Vergaio, d'où ses parents sont originaires. Inscrit dans un séminaire à Florence, qu'il abandonne après les inondations qui ravagèrent la ville le 4 novembre 1966, il suit ensuite ses études à l'institut technico-commercial Datini di Prato. Sa plus grande passion reste cependant le spectacle.
Après s'être fait connaître en Italie en tant que chanteur et musicien, grâce à une chanson paillarde qu'il interprète dans l'émission Televacca, il monte sur scène pour la première fois en 1972. À peine vingt jours après, il se produit au théâtre Metastasio di Prato avec le spectacle Le Roi nu de Evgueni Schwarz, dirigé par Paolo Magelli. Il fait la connaissance à Florence de Donato Sannini et de Carlo Monni, qui l'engagent pour interpréter une forme de spectacle de rue. En automne 1972, il part pour Rome et se consacre pendant trois ans au théâtre expérimental en collaborant principalement avec Lucia Poli dans la compagnie Beat'72 au théâtre des satires, et en participant à divers spectacles.

### Carrière d'acteur
En 1975, il fait la rencontre de Giuseppe Bertolucci, qui lui écrit le monologue Cioni Mario di Gaspare fu Giulia. Il obtient un grand succès, tout d'abord au théâtre Alberico de Rome, puis sur toutes les scènes italiennes. Ce personnage d'un paysan toscan, en grande partie autobiographique, renferme déjà l'ambivalence qui caractérisera par la suite ses interprétations : d'un côté une irrésistible exubérance gestuelle et surtout verbale, de l'autre une candeur ingénue, presque infantile qui laisse souvent transparaître une veine de surréalisme et de poésie mélancolique.
L'image du premier Benigni se forme donc sur un personnage peu commode et rebelle, craint d'un côté, mais aimé de l'autre, imprévisible et capable en permanence de surprendre et même parfois de choquer. Apparu à une manifestation du Parti communiste italien, il prit dans ses bras le secrétaire général Enrico Berlinguer, geste surprenant à une époque où les hommes politiques italiens étaient réputés pour leur sérieux et leur formalisme. Il poursuit son activité cinématographique par des rôles de second plan, exception faite du rôle d'un étrange maître d'école dans le film Chiedo asilo de Marco Ferreri. En 1978, il participe au programme télévisé de Renzo Arbore, L'altra domenica, dans les vêtements d'un critique cinématographique lunaire et improbable.
Il collaborera une nouvelle fois avec Bertolucci en 1986 avec une anthologie de spectacles comiques tenus dans les rues et les théâtres de toute l'Italie, Tuttobenigni. C'est par l'intermédiaire de Bertolucci que Benigni entre en contact avec le metteur en scène Vincenzo Cerami, avec lequel il poursuivra sa carrière.

### Passage à la réalisation

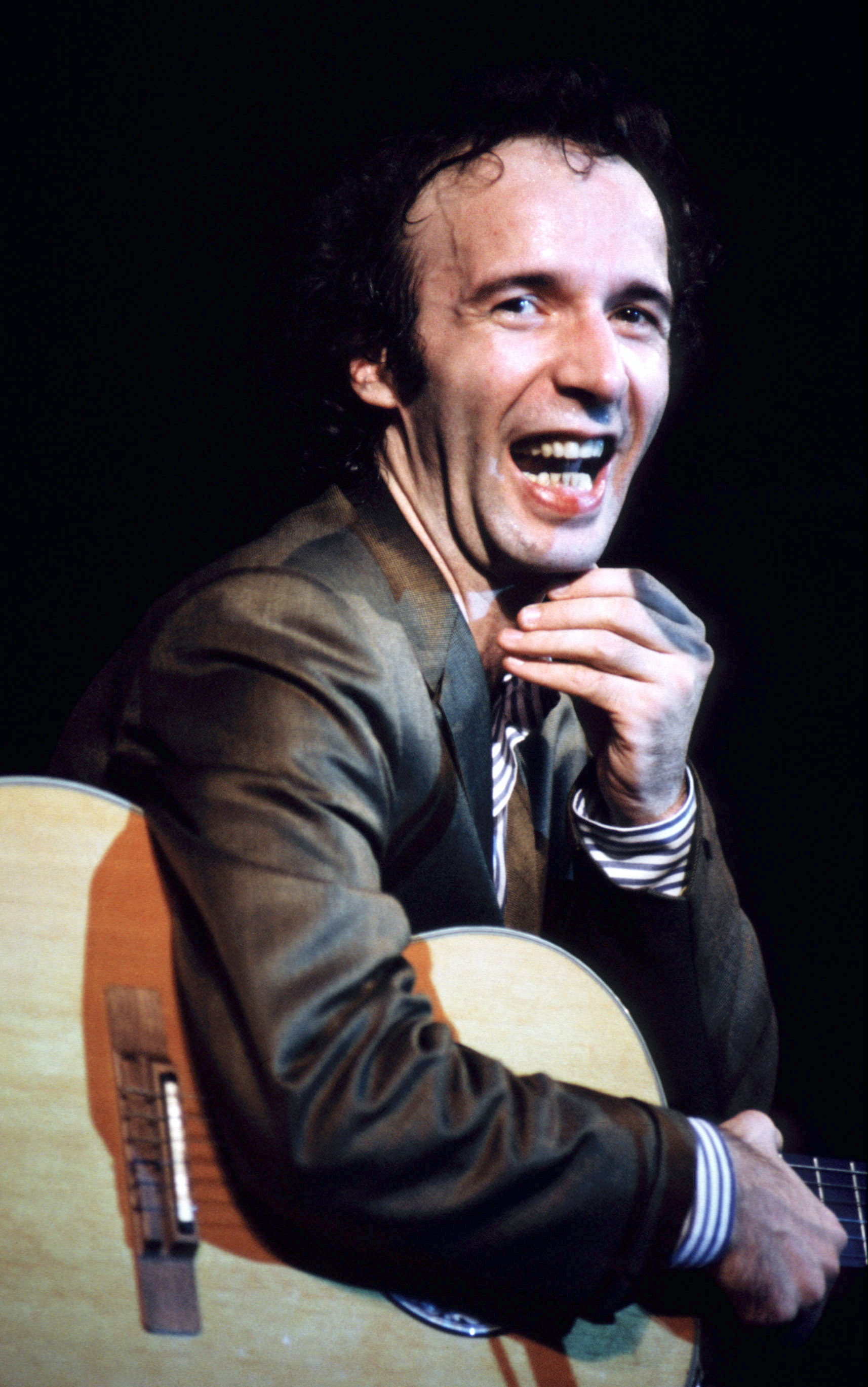
Le comédien sur scène en 1990.

En 1983, il commence sa carrière de réalisateur cinématographique avec Tu me troubles, film en quatre épisodes. Le film fut apprécié par le public et les critiques. C'est pendant le tournage de ce film qu'il rencontre Nicoletta Braschi, qui deviendra sa femme le 26 décembre 1991. À partir de ce moment, elle sera présente dans quasiment tous les films de son mari. Sans oublier qu'il obtint un succès avec Non ci resta che piangere en 1984, où l'on retrouve beaucoup de gags.

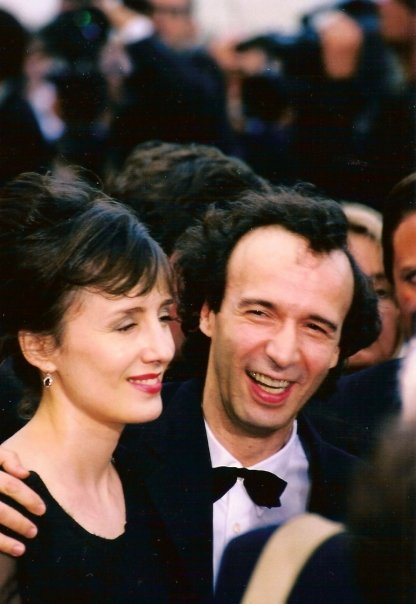
Robert Benigni avec son épouse Nicoletta Braschi au festival de Cannes 1998.

Parallèlement, il s'illustre dans plusieurs films tels Down by Law de Jim Jarmusch (1986), ou encore le loufoque Night on Earth, également de Jim Jarmusch (1991), dans lequel son personnage chauffeur de taxi confesse à un client, prêtre catholique, ses expériences sexuelles.
En 1997, il reçoit la consécration internationale avec La vie est belle, qui raconte la tragédie de l'Holocauste. Ce film raconte l'histoire d'une famille juive italienne séparée par les nazis. Une fois dans le camp de concentration, le personnage de Benigni parvient à sauver son fils en lui faisant croire qu'ils jouent à un jeu, et que pour gagner, le fils doit en respecter toutes les règles. Benigni, fils d'un ex-déporté, défendra son choix pour ce thème si délicat, mais avec une approche différente ; le tragi-comique ne fait rien d'autre qu'accentuer l'intensité dramatique et l'émotion de certaines scènes. On pourrait tout au plus reprocher à ce film une vision assez peu réaliste des camps de concentration, mais cela se discute.
Le film est nommé sept fois aux Oscars 1999 et remporte trois oscars ; celui de la meilleure bande son pour Nicola Piovani, celui du meilleur film étranger et celui du meilleur acteur principal. Benigni est le premier acteur non-anglo-saxon à remporter un prix dans cette catégorie, et il est le second acteur, après Laurence Olivier pour Hamlet en 1948, à avoir gagné un tel prix en étant également réalisateur du film.
Le moment où Benigni a reçu son prix est resté mémorable. A l’annonce de son nom, explosant de joie, il sauta sur les sièges avant de monter sur scène. Ce gag improvisé, ainsi que son discours de remerciement en anglais, le rendirent particulièrement sympathique aux yeux des Américains.
En plus des Oscars, le film s'attira d’autres éloges ; cinq rubans d'argent, neufs David di Donatello et le prestigieux Grand Prix du Jury du Festival de Cannes, où le déchaîné Benigni se prosterna aux pieds du président de la cérémonie, Martin Scorsese.
Tout de suite après ce succès, on le retrouva dans Astérix et Obélix contre César de Claude Zidi, dans le rôle de Détritus, le conseiller de César, aux côtés de Gérard Depardieu et Laetitia Casta entre autres.
En 2001, il s'attelle à la réalisation de son septième long-métrage, Pinocchio, sorti l'année suivante. Il s'agit du film le plus coûteux de toute l'histoire du cinéma italien. Le film est cependant descendu par la critique anglo-saxonne et ne parvient pas à rembourser son budget.
En 2004, il produit, écrit et dirige son huitième film Le Tigre et la neige, sorti en 2005. Il s'agit ici encore de thèmes que l'on retrouve dans La vie est belle. Un homme quelconque et jovial, tombe amoureux d'une femme ; cette fois-ci, l'histoire se passe pendant la guerre d'Irak après la chute du régime de Saddam Hussein. Ce film est une fois de plus un hymne à la vie et à la joie de vivre, et constitue sa dernière réalisation à ce jour.

### Spectacle et activités cinématographiques récentes

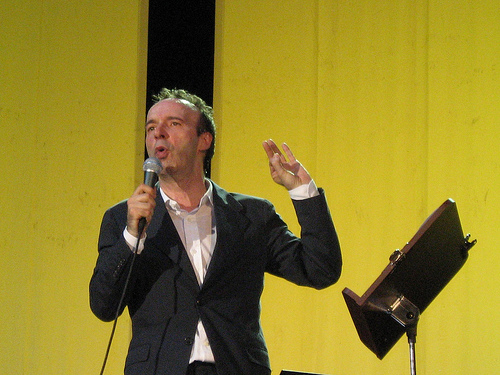
L'artiste sur scène en 2008 pour TuttoDante a Padoue.

Tutto Dante est un spectacle théâtral d'une durée de 1H30, basé sur la Divine Comédie de Dante Alighieri. Sous la forme d'un one-man-show, l'acteur revisite le chant d’Ulysse et le chant de l’Enfer de la Divine Comédie, avec des instants d'actualités et des souvenirs de Begnini. 
La première du spectacle a lieu en juin 2006 dans le théâtre romain de Patras, en Grèce : Benigni déclame et explique le chant d'Ulysse, le XXVI Chant de l'enfer.
En juillet 2006, le spectacle est donné pendant treize soirées sur la Piazza de Santa Croce à Florence ; à côté de la statue de Dante et face à la basilique, chaque soir Benigni récite un chant différent sur une scène. 
Par la suite, le spectacle Tutto Dante devient itinérant ; il se joue sur les places, dans des stades, pour un total de 130 représentations, devant un public estimé à un million de spectateurs, dont 120 000 à Rome. Dix millions de téléspectateurs ont vu le spectacle télévisé Le V° de l'Enfer diffusé sur la RAI, le 29 novembre 2007, avec des rediffusions sur RAI International les jours suivants.
L'accueil du public est bon. Benigni déclare : « Cela a été un travail merveilleux, cette expérience, je la garderai comme un des souvenirs les plus doux, populaires et émouvants de ma vie. »
Le spectacle Tutto Dante part en tournée en Europe, aux États-Unis, au Canada et en Amérique du Sud. Il passe au Grand Rex à Paris en mars 2009.
L'artiste obtient, en 2008, un César d'honneur pour l'ensemble de sa carrière, remis par Fanny Ardant.
En 2012, il revient au cinéma en tant qu'acteur : il tient l'un des principaux rôles du film de Woody Allen, To Rome with love, qui marque aussi le retour de Allen devant la caméra depuis 2006.
En 2019, il interprète Geppetto dans Pinocchio de Matteo Garrone. Il avait interprété Pinocchio dans son propre film de 2002, a déjà failli jouer Geppetto devant la caméra de Francis Ford Coppola, quand ce dernier envisageait de porter à l'écran une version du conte, avec Robin Williams au casting.

## Filmographie

### Comme acteur
- 1977 : Berlinguer ti voglio bene de Giuseppe Bertolucci : Cioni Mario
- 1978 : Les Monstresses (Letti selvaggi) de Luigi Zampa, segment Una mamma : le tapissier
- 1979 : La luna de Bernardo Bertolucci : le tapissier
- 1979 : I giorni cantati (it) de Paolo Pietrangeli
- 1979 : Clair de femme de Costa-Gavras : Roberto
- 1980 : Pipicacadodo (Chiedo asilo) de Marco Ferreri : Roberto
- 1980 : Il pap'occhio de Renzo Arbore : lui-même
- 1981 : Il minestrone de Sergio Citti : Maestro
- 1982 : Morto Troisi, viva Troisi! de Massimo Troisi : Gennarino
- 1983 : Tu me troubles (Tu mi turbi) de Roberto Benigni : Benigno
- 1983 : Tuttobenigni de Giuseppe Bertolucci : lui-même
- 1983 : "FF.SS." - Cioè: "...che mi hai portato a fare sopra a Posillipo se non mi vuoi più bene?" de Renzo Arbore
- 1985 : Non ci resta che piangere de Roberto Benigni et Massimo Troisi : Saverio
- 1986 : Coffee and Cigarettes de Jim Jarmusch, segment Strange to Meet You : Bob
- 1986 : Cinématon n°801 de Gérard Courant : lui-même
- 1986 : Down by Law de Jim Jarmusch : Roberto
- 1988 : Le Petit Diable (Il piccolo Diavolo) de Roberto Benigni : Giuditta
- 1990 : La voce della luna de Federico Fellini : Ivo Salvini
- 1991 : Johnny Stecchino de Roberto Benigni : Johnny Stecchin / Dante
- 1991 : Night on Earth de Jim Jarmusch : chauffeur (Rome)
- 1993 : Le Fils de la Panthère rose (Son of the Pink Panther) de Blake Edwards : le gendarme Jacques Gambrelli
- 1994 : Le Monstre (Il mostro) de Roberto Benigni : Loris
- 1997 : La vie est belle (La vita è bella) de Roberto Benigni : Guido
- 1999 : Astérix et Obélix contre César de Claude Zidi : Tullius Detritus
- 2002 : Pinocchio de Roberto Benigni : Pinocchio
- 2003 : Coffee and Cigarettes de Jim Jarmusch : Roberto
- 2003 : Caterina va en ville (Caterina va in città) de Paolo Virzì : lui-même
- 2005 : Le Tigre et la Neige (La Tigre e la neve) : Attilio de Giovanni
- 2012 : To Rome With Love de Woody Allen : Leopoldo
- 2017 : La lucida follia di Marco Ferreri d'Anselma Dell'Olio : lui-même (film documentaire)
- 2019 : Pinocchio de Matteo Garrone : Geppetto

### Réalisateur et scénariste
- 1983 : Tu me troubles (Tu mi turbi)
- 1984 : L'addio a Enrico Berlinguer - film collectif
- 1985 : Non ci resta che piangere, coréalisé avec Massimo Troisi
- 1988 : Le Petit Diable (Il piccolo Diavolo)
- 1991 : Johnny Stecchino
- 1994 : Le Monstre (Il mostro)
- 1997 : La vie est belle (La vita è bella) - également producteur
- 2002 : Pinocchio
- 2005 : Le Tigre et la Neige (La Tigre e la neve)

### Scénariste
- 1977 : Berlinguer ti voglio bene, de Giuseppe Bertolucci
- 1980 : Pipicacadodo, de Marco Ferreri
- 1983 : Tuttobenigni, de Giuseppe Bertolucci
- 1986 : Coffee and Cigarettes, de Jim Jarmusch, segment Strange to Meet You

## Distinctions

### Décorations
- Chevalier grand-croix de l'ordre du Mérite de la République italienne‎ (2005)[5]
- Docteur honoris causa de la Katholieke Universiteit Leuven (2007)

### Récompenses
- 1987 : Ruban d'argent du meilleur acteur, pour Down by Law
- 1989 : David di Donatello du meilleur acteur, pour Le Petit Diable
- 1992 : Ruban d'argent du meilleur acteur, pour Johnny Stecchino
- 1998 : Grand Prix du Festival de Cannes, pour La vie est belle
- 1998 : David di Donatello du meilleur acteur, pour La vie est belle
- 1998 : David di Donatello de la meilleure réalisation, pour La vie est belle
- 1998 : David di Donatello du meilleur scénario original, pour La vie est belle
- 1998 : Ruban d'argent du meilleur acteur, pour La vie est belle
- 1998 : Ruban d'argent de la réalisation du meilleur film, pour La vie est belle
- 1998 : Ruban d'argent du meilleur sujet, pour La vie est belle
- 1998 : Ruban d'argent du meilleur scénario, pour La vie est belle
- 1999 : César du meilleur film étranger, pour La vie est belle
- 1999 : British Academy Film Award du meilleur acteur, pour La vie est belle
- 2000 : Prix du cinéma européen : European Award d'honneur-Contribution européenne au cinéma mondial
- 2006 : Ruban d'argent du meilleur sujet, pour Le Tigre et la Neige
- 2008 : César d'honneur à la 33e cérémonie des César
- 2020 : Ruban d'argent du meilleur acteur dans un second rôle, pour Pinocchio
- 2021 : Lion d'or d’honneur à la 78e édition de la Mostra de Venise

### Oscars
Récompenses pour La vie est belle (1999).
- Oscar du meilleur film (nommé)
- Oscar du meilleur film en langue étrangère
- Oscar du meilleur réalisateur (nommé)
- Oscar du meilleur acteur
- Oscar du meilleur scénario original (nommé, avec Vincenzo Cerami)
- Oscar du meilleur montage (nommé, avec Simona Paggi (it))
- Oscar de la meilleure musique (Nicola Piovani)

## Voix françaises
| - Dominique Collignon-Maurin dans : - Le Petit Diable - La voce della luna - Le Fils de la Panthère rose - La vie est belle - Le Tigre et la Neige - To Rome With Love - Pinocchio (2002) | et aussi - Roger Crouzet dans Les Monstresses - Philippe Peythieu dans Johnny Stecchino - Patrick Timsit dans Le Monstre - Vincent Ropion dans Coffee and Cigarettes - Didier Brice dans Pinocchio (2019) |

NB : Dans la version française de Down by Law, Roberto Benigni s’est doublé lui-même. Benigni a également joué en français dans Astérix et Obélix contre César.

### Vidéo
- Standing Ovation pour Benigni à David di Donatello